# 마에다촌 (가가와현)
마에다촌(일본어: 前田村)은 일본 가가와현 기타군에 있던 촌이다. 

## 역사
- 1890년 2월 15일 - 정촌제 시행에 수반해 야마다군 히가시마에다촌, 니시마에다촌, 기타카메다촌이 합병해 마에다촌이 성립하였다.
- 1899년 4월 1일 - 야마다군이 미키군과 합병해 기타군이 되었다.
- 1912년 4월 20일 - 다카마쓰 전기궤도(현 다카마쓰코토히라 전기 철도 나가오선)가 개업하였다.
- 1934년 5월 31일 - 다카마쓰 전기궤도 히가시마에다 역이 폐역됨
- 1956년 9월 30일 - 다카마쓰시에 편입해, 동일 마에다촌은 폐지되었다.

## 참고 문헌
- 角川日本地名大辞典編纂委員会, 『角川日本地名大辞典 43 香川県』, 1985, 角川書店
- 四国新聞社 編『香川年鑑』 昭和31年、四国新聞社、高松市、1955年12月15日。 NCID BB10788678。OCLC 52393151。